# Lapidary Point
Der Lapidary Point (englisch für Felsige Spitze, russisch Мыс Каменный Mys Kamenny, deutsch ‚Steinkap‘) ist eine Landspitze von King George Island im Archipel der Südlichen Shetlandinseln. Am Ufer der Ardley Cove markiert sie die südwestliche Begrenzung der Einfahrt zur Rocky Cove.
Die Benennung geht auf zwei sowjetische Wissenschaftler im Jahr 1968 zurück. Das UK Antarctic Place-Names Committee übertrug diese Benennung 1978 in angepasster Form ins Englische.